# Vaja
Vaja is een plaats (nagyközség) en gemeente in het Hongaarse comitaat Szabolcs-Szatmár-Bereg. Vaja telt 3798 inwoners (2001).